# 山口和男 (科学者)
山口 和男（やまぐち かずお、1942年8月 - ）は、日本の分子生物学者。理学博士。
植物の遺伝子解析をもとに、DNA複製やゲノム解析の研究を行っている。

## 経歴
東京教育大学（現・筑波大学）理学部卒業後、東京大学大学院に進学。1970年、東京大学大学院理学研究科（機能生物化学）博士課程を修了。学位論文は「枯草菌におけるα-アミラーゼ生合成の遺伝生化学的研究 Iα-アミラーゼ生合成の遺伝的制御 IIα-アミラーゼの変異株の単離とその遺伝子地図  
」
1970年から金沢大学に助手として勤務。1977年から1980年までアメリカ国立衛生研究所で客員研究員として在外研究。
1984年から金沢大学准教授。1990年同教授。金沢大学の学際科学実験センターゲノム機能解析分野で活動。同大学の遺伝子研究施設の施設長を務めた。

## 関連人物
- 丸尾文治

## 受賞
- 朝日学術奨励賞（1970年）
- 内藤記念科学奨励賞（1981年）